# Henri de Gueldre
Henri de Gueldre, mort aux environs de Theux le 23 avril 1285, prince-évêque de Liège de 1247 à 1274, était fils de Gérard III, comte de Gueldre et de Zutphen, et de Marguerite de Brabant. Son règne fut marqué par plusieurs guerres civiles qui l'opposèrent à la bourgeoisie des villes. En 1267, au plus fort des guerres liégeoises et brabançonnes, il assiège Maastricht. Il détruisit le pont sur la Meuse (nl) et une grande tour de défense à Wyck, qui était défendue par Thierry de Fauquemont avec trois cents hommes. Il aurait construit le château de Montfort avec les pierres de la tour défensive. Il fut déposé par le concile de Lyon en 1274.
D'après le chroniqueur liégeois Jean d'Outremeuse, il meurt le 23 avril 1285 au pied du château de Franchimont à la tête d'une bande de pillards dont il était devenu le chef. Mais cette hypothèse est sujette à caution pour de nombreux historiens.